# Райли-Смит, Джонатан
Джонатан Райли-Смит (англ. Jonathan Simon Christopher Riley-Smith; 27 июня 1938, Харрогейт, Норт-Йоркшир, Великобритания — 13 сентября 2016) — британский историк-медиевист, специалист по Крестовым походам. Профессор Кембриджа (1994—2005).

## Биография
Окончил Итон и кембриджский Тринити-колледж, где получил степени бакалавра (1960) и магистра (1964) искусств, а также доктора философии (1964) и доктора словесности (2001).
С 1964 года — помощник, в 1966—1972 годах — лектор департамента средневековой истории Сент-Эндрюсского университета.
- 1972—1978 гг. — преподаватель факультета истории Кембриджа,
- 1978—1994 гг. — профессор истории Лондонского университета,
- 1994—2005 гг. — профессор Кембриджского университета и член его Эммануэль-колледжа, в 1997—1999 годах — декан исторического факультета Кембриджа.

В 2006—2007 годах был удостоен прочтения лекций им. Гиффорда в Эдинбургском университете.
Член Королевского исторического общества, член-корреспондент Американской академии медиевистики. Бейлиф британского Ордена святого Иоанна.
Был женат, есть дети.
Ему приписывают совершение переворота в истории Крестовых походов, приведшего к пересмотру их основы — не в стремлении к завоеваниям, а исходя из религиозного чувства к освобождению Святых Земель и возвращения их христианам.

## Труды
На английском
- Riley-Smith Jonathan. The Feudal Nobility and The Kingdom of Jerusalem, 1174–1277 (англ.). — 1st ed. — London: Macmillan Press. A scientific division of Macmillan Publishers, 1974. — XIV, 351 p. — ISBN 978-1-349-15498-2. — ISBN 978-1-4039-0616-8.
- What Were the Crusades? — London, Macmillan Press, 1977, 2nd edition 1992, 3rd edition Basingstoke, Palgrave, 2002.
- The Crusades: A Short History (1987)
- The Crusades, Christianity, and Islam. — Columbia University Press, 2008.

На русском
- История крестовых походов = The Oxford Illustrated History of The Crusades. (1995) / Под ред. Д. Райли-Смита. — М. : КРОН-ПРЕСС, 1998. — 494 с.
- Рыцари Госпитальеры в Иерусалиме и на Кипре. Становление и развитие могущественного военно-религиозного ордена. 1050—1310. — М.: ЗАО «Центрполиграф», 2021. — 383 с.